# Isle of Ewe
Isle of Ewe är en ö i Storbritannien.   Den ligger i kommunen Highland och riksdelen Skottland, i den nordvästra delen av landet, 800 km nordväst om huvudstaden London. Arean är 3,1 kvadratkilometer.
Terrängen på Isle of Ewe är platt. Öns högsta punkt är 60 meter över havet. Den sträcker sig 3,1 kilometer i nord-sydlig riktning, och 2,7 kilometer i öst-västlig riktning.  Trakten runt Isle of Ewe består i huvudsak av gräsmarker.